# Vellozia epidendroides
Vellozia epidendroides är en enhjärtbladig växtart som beskrevs av Carl Friedrich Philipp von Martius. Vellozia epidendroides ingår i släktet Vellozia och familjen Velloziaceae. Inga underarter finns listade.